# Takalik Abaj
Tak'alik A'baj' é um sítio arqueológico pré-colombiano, situado em El Asintal, no departamento de Retalhuleu, na Guatemala, a aproximadamente 120 km da Cidade da Guatemala. Antes conhecido como Abaj Takalik é o único sítio mesoamericano com características olmecas e maias. Este local floresceu no período pré-clássico, do século VIII a.C. até ao século IX e era um importante centro de comércio, efectuando trocas com Kaminaljuyú e Chocolá. O seu nome significa Pedras Levantadas na língua local; o nome antigo do sítio é ainda desconhecido.

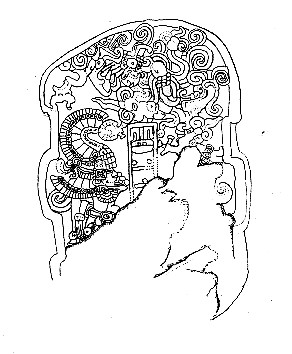
Desenho da Estela 2 de Tak'alik A'baj

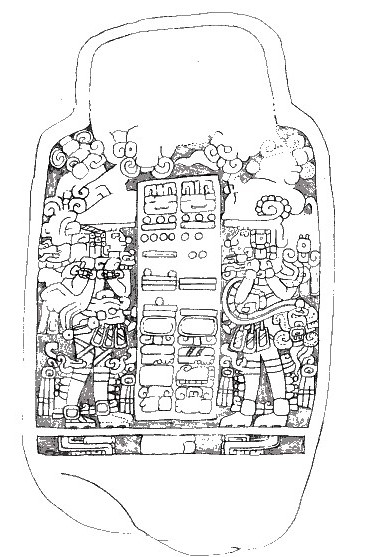
Estela 5 de Takal'ik Ab'aj

O núcleo principal do sítio cobre cerca de 6.5 km², com os restos de 82 estruturas monumentais em redor de uma dúzia de praças. Tem dois campos de jogo da bola e mais de 282 monumentos de pedra conhecidos até à data, incluindo impressionantes estelas e altares. O material utilizado é o granito, muito diferente do calcário mole utilizado nas cidades do Petén, em estilo olmeca e maia arcaico. O sítio é também notável pelos seus sistemas hidráulicos, incluindo um temazcal, ou banho de sauna, com drenagem subterrânea e túmulos pré-clássicos recentemente encontrados por Marion Popenoe de Hatch, Christa Schieber de Lavarreda e Mario Orrego, da Universidad Del Valle da Guatemala.